# Iglesia del Sagrado Corazón (Dalian)
La Iglesia del Sagrado Corazón o Iglesia católica de Dalian (en chino: 大连天主教堂) es una iglesia católica situada en Dalian, China. Fue construida en 1926 y es la única iglesia católica en Dalian. Ahora es además un edificio histórico protegido por la ciudad de Dalian.
Durante el tiempo en que Dalian era un territorio arrendado de Japón, las medidas para establecer una iglesia fueron iniciadas por los creyentes católicos que trabajaban para el ferrocarril de Manchuria. Sus esfuerzos, liderados por Daiji Oka, resultaron en la recolección de 20.000 yuanes para construir una iglesia católica, que fue inaugurada en 1926 como la Iglesia católica de Stella Maris.
En 1980, la iglesia pasó a llamarse Iglesia Católica del Sagrado Corazón.

## Historia breve
- Durante la época en que Dalian era territorio arrendado a Japón, las actividades para dedicar una iglesia fueron iniciadas por los creyentes católicos que trabajaban para el Ferrocarril de Manchuria. Sus esfuerzos, liderados por Daiji Oka, dieron como resultado la recaudación de 20.000 yuanes para construir una iglesia católica. que se dedicó en 1926 como Iglesia Católica Stella Maris bajo Maryknoll, una sociedad católica misionera extranjera, con sede en Nueva York, EE. UU., y una sucursal en Tokio.
- A partir de 1931, los creyentes chinos se trasladaron a la Iglesia católica en Liujia Dun. El número total de creyentes en la iglesia Stella Maris en Dalian superaba los 1200.
- Cuando Japón perdió la guerra, el pueblo japonés se fue de aquí y las iglesias volvieron a ser chinas. Cuando comenzó la Revolución Cultural, el padre Ding Runan se vio obligado a dedicarse a la agricultura en una aldea cerca de Shenyang.
- En 1980, el padre Ding regresó a Dalian y la iglesia pasó a llamarse Iglesia Católica del Sagrado Corazón. Durante la década de 1980, había dos o tres personas que se bautizaban anualmente. Desde 1989, sirvió el padre Guo Jingcheng, y desde 1994, el padre Peter Zhang Yongzhe.
- La misa en coreano comenzó en 1994, ofrecida por el padre Cui Zaizhe.
- La Asociación Patriótica Católica de la ciudad de Dalian tiene su sede en la antigua rectoría del mismo local. También hay una librería en la sala de la derecha que abre los sábados y domingos.
- En 2002, el edificio de la iglesia fue catalogado como Arquitectura Histórica de la ciudad de Dalian.
- En 2013, se construyó una nueva iglesia con un exterior similar al del edificio antiguo.